# Vùng đô thị Portland
Vùng thống kê đô thị Portland-Vancouver, Oregon-Washington, cũng còn được biết như Vùng đô thị Portland hay Đại Portland là một vùng đô thị trong tiểu bang Oregon và tiểu bang Washington của Hoa Kỳ có trung tâm quanh thành phố Portland, Oregon. Trong Oregon, nó bao gồm Quận Multnomah và phần lớn Quận Washington, và phần phía tây của Quận Clackamas. Vùng này mở rộng qua Sông Columbia bao gồm những phần miền nam của Quận Clark và Quận Skamania trong tiểu bang Washington.
Phần phía Oregon của vùng đô thị này là trung tâm đô thị lớn nhất của tiểu bang với khoảng 2 triệu dân và khoảng 550 đến 600 dặm vuông Anh vùng đất đô thị, và là trung tâm mậu dịch, giao thông và dịch vụ của tiểu bang. Đa số nằm dưới quyền quản trị của Metro, một chính quyền vùng được bầu trực tiếp chịu trách nhiệm hoạch định việc sử dụng đất trong vùng.
Trước khi ranh giới của vùng đô thị này được tái ấn định lần vừa qua thì Vùng đô thị thống nhất Portland còn bao gồm Vùng thống kê đô thị Salem. Nếu như vẫn còn xem là một phần của vùng đô thị này thì dân số sẽ là 2.516.971.

## Các thành phố và cộng đồng khác
Những thành phố lớn trong vùng, ngoài Portland ra, còn có Beaverton, Gresham, Hillsboro trong tiểu bang Oregon, và Vancouver trong tiểu bang Washington. Vùng này còn có các thành phố nhỏ hơn là Clackamas, Damascus, Gladstone, King City, Lake Oswego, Milwaukie, Oregon City, Tigard, Tualatin, West Linn, Wilsonville trong Oregon cũng như Battle Ground, Camas, và Washougal trong Washington.
Nó còn có những cộng đồng ngoại ô chưa được tổ chức tại Oregon là Aloha, Beavercreek, Dunthorpe, Garden Home, Raleigh Hills, và West Slope.

## Vùng thống kê đô thị
Vùng thống kê đô thị Portland–Vancouver–Beaverton, vùng lớn thứ 23 tại Hoa Kỳ, có dân số là 2.137.565 (ước tính năm 2006). Nó bao gồm Quận Multnomah, Quận Washington, Quận Clackamas, và một phần Quận Columbia và Quận Yamhill tại Oregon cũng như gồm Quận Clark, Washington và Quận Skamania, Washington. Vùng này gồm có Portland và các thành phố lân cận là Beaverton, Gresham, Hillsboro, Milwaukie, Lake Oswego, Oregon City, Fairview, Wood Village, Troutdale, Tualatin và Tigard cũng như Vancouver, Washington.

## Giao thông
Portland là nơi Xa lộ Liên tiểu bang 84 kết thúc khi gặp Xa lộ Liên tiểu bang 5, cả hai là các xa lộ chính trong vùng Tây Bắc Thái Bình Dương. Những con đường chính khác gồm có Xa lộ Liên tiểu bang 205 là một đường vòng đai phía đông tránh trung tâm thành phố, Quốc lộ Hoa Kỳ 26 đi về hướng tây và đông nam, Quốc lộ Hoa Kỳ 30 đi về hướng tây bắc, và Xa lộ Oregon 217 nối Quốc lộ Hoa Kỳ 26 với Xa lộ Liên tiểu bang 5 ở miền nam đi ngang Beaverton. Cả Quốc lộ Hoa Kỳ 26 và 30 đi tới Duyên hải Oregon. Xa lộ tiểu bang Washington 14 đi dọc theo bờ phía bắc của Sông Columbia từ phố chính của Vancouver nằm phía đông của Camas và Washougal.
Dịch vụ trung chuyển phía bên tiểu bang Oregon phần lớn là do hệ thống xe buýt và xe điện có tên là TriMet đảm nhận. Ngoài ra, Sandy Area Metro phục vụ Sandy, Khu Giao thông Nam Clackamas phục vụ Molalla, Trung chuyển vùng Canby phục vụ Canby và Trung chuyển nhanh vùng đô thị phía nam phục vụ Wilsonville. Dịch vụ ở Quận Clark ở tiểu bang Washington do C-TRAN đảm trách.